# Леконт, Джон Лоренс
Джон Лоренс Леконт (англ. John Lawrence LeConte, 13 мая 1825 — 15 ноября 1883) — американский натуралист и энтомолог, основоположник американской колеоптерологии. Сделал научные описания почти половины известных в США видов насекомых, из них более 5 тысяч видов жуков.

## Молодые годы
Родился в семье американского натуралиста Джона Иттона Леконта. Его мать умерла вскоре после родов, и Джона воспитывал отец, который и привил сыну любовь к науке и природе. В 1842 году он окончил колледж Маунт-Сент-Мэри, а в 1846 году — колледж хирургии и общей терапии.

## Филадельфийский период жизни
В 1852 году Леконт переехал в Филадельфию, где работал в государственном казначействе США. С началом Гражданской войны в США (1861—1865) ушёл добровольцем в войска, где был прикомандирован к военному госпиталю в Калифорнии. На фронте получил звание подполковника. После войны вернулся в Филадельфию на казначейскую работу. В 1878 году занял должность заместителя директора Государственного казначейства США в Филадельфии, которую занимал до смерти в 1883 году.
Основатель Американского энтомологического общества. Действительный член Национальной академии наук США (1863). В 1873 году стал президентом Американской ассоциации содействия развитию науки (англ. American Association for the Advancement of Science), в 1880 году — вице-президентом Американского философского общества (англ. American Philosophical Society).

## Экспедиции
Первую свою экспедицию предпринял в 1844 году в район Великих озёр вместе со своим двоюродным братом Джозефом Леконтом во время учёбы в колледже. Их маршрут пролегал через Ниагарский водопад, Детройт, Чикаго, Мичиган, Висконсин, Айову, реки Огайо и Питсбург, вплоть до возвращения в Нью-Йорк. По результатам экспедиции в том же году он опубликовал свои первые три статьи о жуках.
В 1849 году отправился в экспедицию из Калифорнии в Панаму, где провёл сбор насекомых. Путешествовал по Европе, Египту и Алжиру. Два года проводил исследования в бассейне реки Колорадо. Ездил в Гондурас на строительство межокеанской дороги, позже в Колорадо и Нью-Мексико на строительство Канзасской тихоокеанской железной дороги.

## Важнейшие научные публикации
- Каталог жуков США (1853) (англ. Catalogue of the Coleoptera of the United States)
- Систематика жуков Северной Америки (1861, 1873) (англ. Classification of the Coleoptera of North America)
- Новые виды североамериканских жуков (1866, 1873) (англ. New Species of North American Coleoptera)
- Систематика жуков Северной Америки. Часть II (1883) (англ. Classification of the Coleoptera of North America. Part II).